# Piscines Desjoyaux
Desjoyaux est une entreprise familiale française qui conçoit et fabrique des piscines. Implantée depuis 1969 à La Fouillouse près de Saint-Étienne (Loire), l’entreprise est constituée par un réseau de 160 concessions en France et 450 à travers 80 pays. Le groupe estime employer plus de 5 000 personnes sur 5 continents.

## Historique
Jean Desjoyaux, alors entrepreneur en maçonnerie, construit en 1966 sa première piscine pour sa famille. Il crée trois ans plus tard la société « Desjoyaux Bâtiment », dont l’activité concerne le bâtiment, les carrelages et la piscine. En 1974, Jean Desjoyaux crée un nouveau système de coffrage, industrialise son métier et lance la société « Forez Piscines » pour soutenir ce concept. Il est rejoint par son premier concessionnaire, Patrice Payre à Clermont-Ferrand. En 1978, le premier brevet sur le coffrage « perdu » est déposé[source insuffisante]. La société est introduite en 1992 au second marché de la Bourse de Paris[source insuffisante].
En 2019, Jean-Louis Desjoyaux restructure le capital à l'occasion de la sortie de son frère Pierre-Louis, et prépare sa succession qui doit revenir à son fils Nicolas, présentement directeur commercial.

## Stratégie de développement
L'entreprise possède plus de 450 points de vente dans 80 pays, pour une construction proche de 14 000 piscines à travers le monde. Toutefois, l'essentiel des ventes (62%) a toujours lieu en France. La production ayant été entièrement automatisée, la priorité stratégique revient désormais au développement commercial à l'étranger, notamment en Allemagne.

## Actionnaires
Au 14 mai 2019.
| Nom                                 | Actions   | %       |
| Desjoyaux Finance (holding famille) | 5 999 844 | 66,8 %  |
| Lazard Frères Gestion.              | 639 439   | 7,12 %  |
| HMG Finance.                        | 531 458   | 5,92 %  |
| Pierre Louis Desjoyaux              | 448 326   | 4,99 %  |
| Catherine Jandros                   | 448 326   | 4,99 %  |
| Jean-Louis Desjoyaux                | 448 326   | 4,99 %  |
| KBC Asset Management.               | 30 144    | 0,34 %  |
| Amilton Asset Management            | 9 740     | 0,11 %  |
| Meeschaert Asset Management         | 4 449     | 0,050 % |